# 澤萊納多利納 (錫涅利尼科沃區)
澤萊納多利納（直译：綠山谷），是烏克蘭第聂伯罗彼得罗夫斯克州錫涅利尼科沃區波克羅夫西克市鎮内的村莊。
截至2021年，這條村人口共有108人居住，郵碼是53600，平均海拔為136米。烏克蘭行政領土結構對象的分類的號碼是1224255105。

## 地理
该村處於沃夫恰河的河邊，並距離斯塔羅卡西亞尼夫西克大概1.5公里。此外，该村也離N-15公路很近，只有約0.3公里。

## 歷史
该村於1912年成立。在1932-1933年間，该村經歷了烏克蘭大饑荒。

## 人口
母语比率：
- 烏克蘭語 - 96.3%
- 俄語 - 1.85%
- 其他 - 1.85%

## 外部連結
- 澤萊納多利納的天氣 （页面存档备份，存于）